# هومستید بیس (فلوریدا)
هومستید بیس (به انگلیسی: Homestead Base) یک منطقهٔ مسکونی در ایالات متحده آمریکا است که در شهرستان میامی-دید، فلوریدا واقع شده‌است. هومستید بیس ۱۱٫۳ کیلومتر مربع مساحت و ۴۴۶ نفر جمعیت دارد.